# Incidents amb sabates
Els incidents amb sabates, ja sigui mitjançant el seu llançament contra algú o el fet de mostrar-ne la sola amb la finalitat d'humiliació, són una forma de protesta a molts indrets del món. No obstant, la majoria d'aquests incidents han tingut sobretot lloc al món àrab, on històricament les sabates són un símbol d'impuresa. Tot i això, també a la Bíblia hi ha exemples que fan referència al calçat o als peus com a símbol d'impuresa.
L'origen del llançament de sabates com a forma d'insult, menyspreu o humiliació té el seu origen en temps molt remots però el fenomen rebé una renovada atenció als països occidentals a partir del 2008, quan el periodista irquià Muntazer al-Zaidi va llançar les seves sabates al president dels Estats Units George W. Bush per protestar contra la guerra d'Iraq. L'incident va tenir una gran repercussió mediàtica internacional i va generar rèpliques a molt països del món.
Alguns dels incidents amb sabata més famosos de la història són el protagonitzat per Khrusxov el 1960, el ja mencionat incident amb Bush el 2008 o l'incident amb el primer ministre de la Xina Wen Jiabao el 2009. A Catalunya, l'incident més famós fou el protagonitzat el 2013 entre el diputat de la CUP David Fernàndez i l'ex-ministre d'economia Rodrigo Rato, sent amenaçat aquest darrer amb una sandàlia.

## Context
Històricament, les sabates com a símbol d'impuresa està força generalitzat a l'orient mitjà. Per la comunitat musulmana o àrab, en particular, és un greu insult mostrar la sola de la sabata a algú i no endebades és obligatori entrar descalç a una mesquita per resar.
El diari The Times of India va dir al respecte que les societats àrabs tenen prejudicis culturals contra el peu, perquè és la part més baixa del cos humà (i per tant la més bruta). No obstant, el periodista estatunidenc Matthew Cassel de la publicació en línia The Electronic Intifada, en referència a l'incident contra Bush el 2008, va manifestar que els mitjans de comunicació occidentals havien exagerat titllant el fenomen d'"àrab" en particular.
Exemples a la Bíblia revelen que la concepció d'impuresa del calçat no és estrictament àrab ni islàmica sinó que està arrelada també à la cultura occidental. Per exemple, a l'Antic Testament es pot llegir:
| «           | Déu li digué: No t'acostis. Treu-te les sandàlies, que el lloc que trepitges és sagrat. | » |
| — Èxode 3:5 |                                                                                         |   |

| «                                 | Moab és el meu lavatori; sobre Edom llançaré el meu calçat, sobre els filisteus llançaré crits. | » |
| — salm 108:9 de l'Antic Testament |                                                                                                 |   |

I també, al Nou Testament:
| «                                    | Pau i Bernabé, en senyal de trencament amb ells [és a dir, contra els jueus de l'esglèsia d'Antiòquia], s'espolsaren la pols dels peus | » |
| — Fets dels Apòstols, versicle 13:51 | |   |

Aquesta cita cal entendre-la com un acte de desafiament, abans de continuar Pau i Bernabé el seu viatge.

## Incidents amb sabates a Catalunya

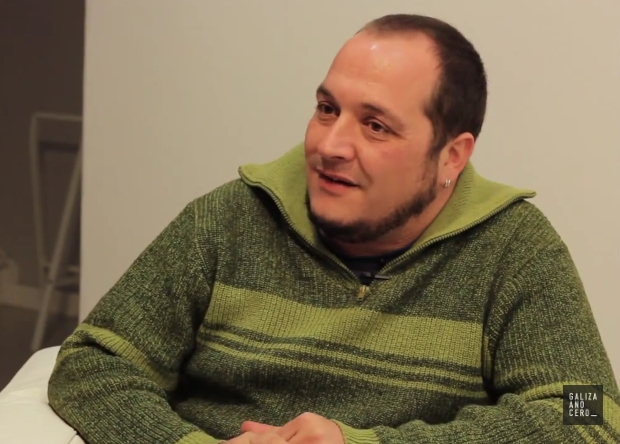
David Fernàndez (2015).

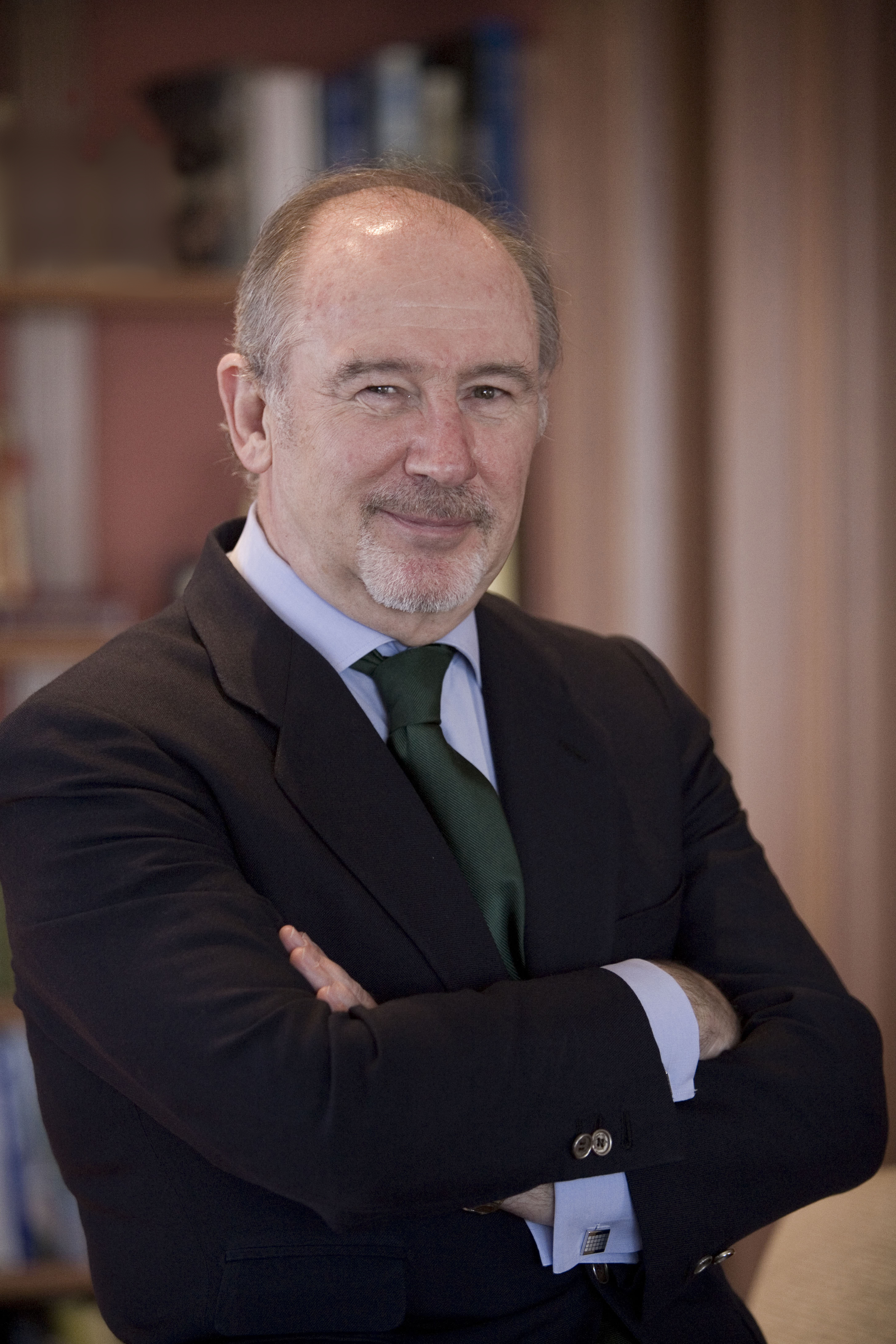
Rato el 2011, dos anys abans de l'incident amb la sandàlia.

### 2013 - La sandàlia de David Fernàndez a Rodrigo Rato
El 2013, Rodrigo Rato, expresident de Bankia, ex director gerent de l'FMI i exvicepresident del govern espanyol de l'època de José María Aznar, fou cridat a declarar davant la comissió d'investigació de l'activitat de les entitats financeres durant la crisi financera espanyola iniciada el 2008. David Fernàndez, membre de la comissió i diputat de la CUP, va aprofitar el seu torn de paraula per sotmetre a Rato a tot un reguitzell de preguntes recordant-li, en altres coses, que durant el seu mandat a Bankia havien tingut lloc 80.000 desnonaments”. Malgrat tot, Rato es va mantenir impassible i defugia sistemàticament les preguntes de Fernàndez amb evasives com «no m’en recordo» o negant el coneixement de les xifres que Fernàndez exposava.
Indignat per aquest comportament, David Fernàndez es tragué finalment una sandàlia i la mostrà a Rato, adreçant-se a l'exministre li preguntà en primer lloc si tenia por, tot afegint seguidament (en castellà) «¿sap què fan amb això [la sandàlia] a l'Iraq, senyor Rato? És com un símbol d'humiliació i menyspreu al poder del poder, perquè vostè va generar un paisatge devastador amb un Govern que va fer la guerra de l'Iraq, amb 150.000 morts. I des d'altres esferes, van participar en la guerra econòmica contra els pobres, que ha generat també paisatges devastats a l'Estat espanyol». Va concloure la seva intervenció amb un «Ens veiem a l'infern. El seu infern és la nostra esperança, és el carrer. Fins aviat, gàngster! Fora la màfia!».
Fernàndez no va arribar a llançar la sandàlia a Rodrigo Rato, per la qual cosa l'incident amb sabata no es va acabar de materialitzar. No obstant, el succès va generar una gran polèmica i enrenou mediàtic. Sobretot els mitjans espanyols es van mostrat molt indignats i van reaccionar agresivament contrat l'actitud del diputat català de la CUP.
Un any i mig després, Rato fou detingut per frau, blanqueig, aixecament de béns, per la sortida a borsa de Bankia, per les targetes opaques (o targetes "black") que 86 directius de Caja Madrid i Bankia habien rebut en l'època de Rato, arribant a gastar-se 15 milions d'euros. També era investigat per haver cobrat 6 milions d'euros del banc on havia treballat després del seu mandat al Fons Monetari Internacional.

## Incidents amb sabates notables a la resta del món

### 1960 - Incident de la sabata amb Khrusxov
L'incident de la sabata amb Nikita Khrusxov va tenir lloc el del 12 d'octubre de 1960 a l'Assemblea General de les Nacions Unides. Més informació: incident de la sabata amb Khrusxov.

### 2008 - Incident de sabates amb Bush
L'incident de sabates amb Bush va tenir lloc el 14 de desembre de 2008, quan el periodista irquià Muntazer al-Zaidi va llançar les seves sabates al president dels Estats Units George W. Bush durant una conferència de premsa amb el Pimer Ministre Nuri Al Maliki a Bagdad. Bush es va ajupir, esquivant així les dues sabates llançades contra ell. La segona parella va impactar contra la bandera americana del darrere del president. Al-Zaidi fou seguidament colpejat i arrestat pels guardies de seguretat, que se'l van endur de la sala.
Al-Zaidi, que amb el seu acte pretenia protestar contra gerra d'Iraq, fou condemnat a tres anys de presó per aquest incident, i la pena va quedar reduïda a dos anys. Finalment, el 15 de setembre de 2009, després de 9 mesos de presó, fou alliberat abans de temps perquè no tenia antecedents penals.

### 2009 - Incident de sabates amb Wen Jiabao
El 2 de febrer de 2009 el Primer Ministre de la Xina Wen Jiabao es trobava a Londres, parlant amb el seu homòleg del Regne Unit Gordon Brown sobre la cooperació econòmica i comerç entre la Xina i el Regne Unit. Posteriorment, mentre pronunicava un discurs en un acte a la universitat de Cambridge, un estudiant el va increpar tot cridant «com pot ser que la universitat es prostitueixi amb un dicador aquí? Com podeu escoltar les seves mentides?» i seguidament va llançar una sabata a Wen Jiabao, la qual no obstant no va arribar a tocar.
El jove, porteriorment identificat com a Martin Jahnke, de nacionalitat alemanya, fou immediatament arrestat per la policia i acusat de diversos càrrecs. Durant el judici va manifestar que «no volia tocar personalment al primer ministre. Vaig penser que tirant la sabata a l'escenari seria univesalment entès. La meva protesta pretenia ser simbòlica. No pretenia ferir a ningú».